# تشاك كليمنتس
تشاك كليمنتس (بالإنجليزية: Chuck Clements)‏ هو لاعب كرة قدم أمريكية ولاعب كرة القدم الكندية أمريكي، ولد في 29 سبتمبر 1973 في كينغزفيل في الولايات المتحدة.

## وصلات خارجية
- تشاك كليمنتس على موقع مرجع كرة القدم المحترفة.كوم (الإنجليزية)
- تشاك كليمنتس على موقع JustSportsStats.com (الإنجليزية)
- تشاك كليمنتس على موقع كلية كرة القدم في سبورتس رفرنس.كوم (الإنجليزية)